# Schafhof (Freising)
Schafhof je bývalý hospodářský objekt, jehož prostory jsou dnes využívány pro galerijní účely. Leží na vyvýšenině nad bavorským městem Freising v Německu.
Schafhof byl vybudován mezi léty 1819 a 1820 na příkaz bavorského kurfiřta Maxmiliána I. Josefa Bavorského jako hospodářský objekt pro shromažďování ovcí plemena merino ze soukromých chovů. Zřizován byl pod správou městské části Weihenstephan. Okolo objektu bylo vykáceno přibližně 50 hektarů lesa, aby zde vznikly louky na pastvu shromažďovaných stád ovcí. Až 500 ovcí se mělo vejít do Schafhofu. Vrchním agronomem, který celý projekt zaštiťoval, byl Max Schönleutner. Roku 1888 byl chov ovcí ukončen a do konce 30. let 20. století zde byl chován především skot. Až do 60. let byl pořád areál hospodářsky využíván. Avšak následně zůstal objekt bez využití - až po rok 1990, kdy ho získal okres Oberbayern, který započal jeho rekonstrukci. Od roku 1994 zde fungovala pobočka Bavorského národního muzea, jež tady mělo expozici Bayerns Landwirtschaft seit 1800 (česky Bavorské zemědělství od roku 1800. Ale kvůli velmi nízké návštěvnosti byla muzejní expozice roku 2002 uzavřena. 10. července 2005 byl objekt znovuotevřen jako Europäisches Künstlerhaus Oberbayern (česky Evropský kulturní dům Horní Bavorsko). Dnes v Schafhofu funguje galerie s pravidelnými výstavami a kavárna.
Z architektonického pohledu se jedná o budovu s klasicistními štíty. Uprostřed se nacházela fošnová střecha, nahrazená při rekonstrukci za novou. Objekt je památkově chráněn.
Přístup ke galerii je zajištěn pozemní komunikací s vlastním parkovištěm. Nejbližší autobusová zastávka je Berufsschule ve Wippenhauser Straße.

## Galerie

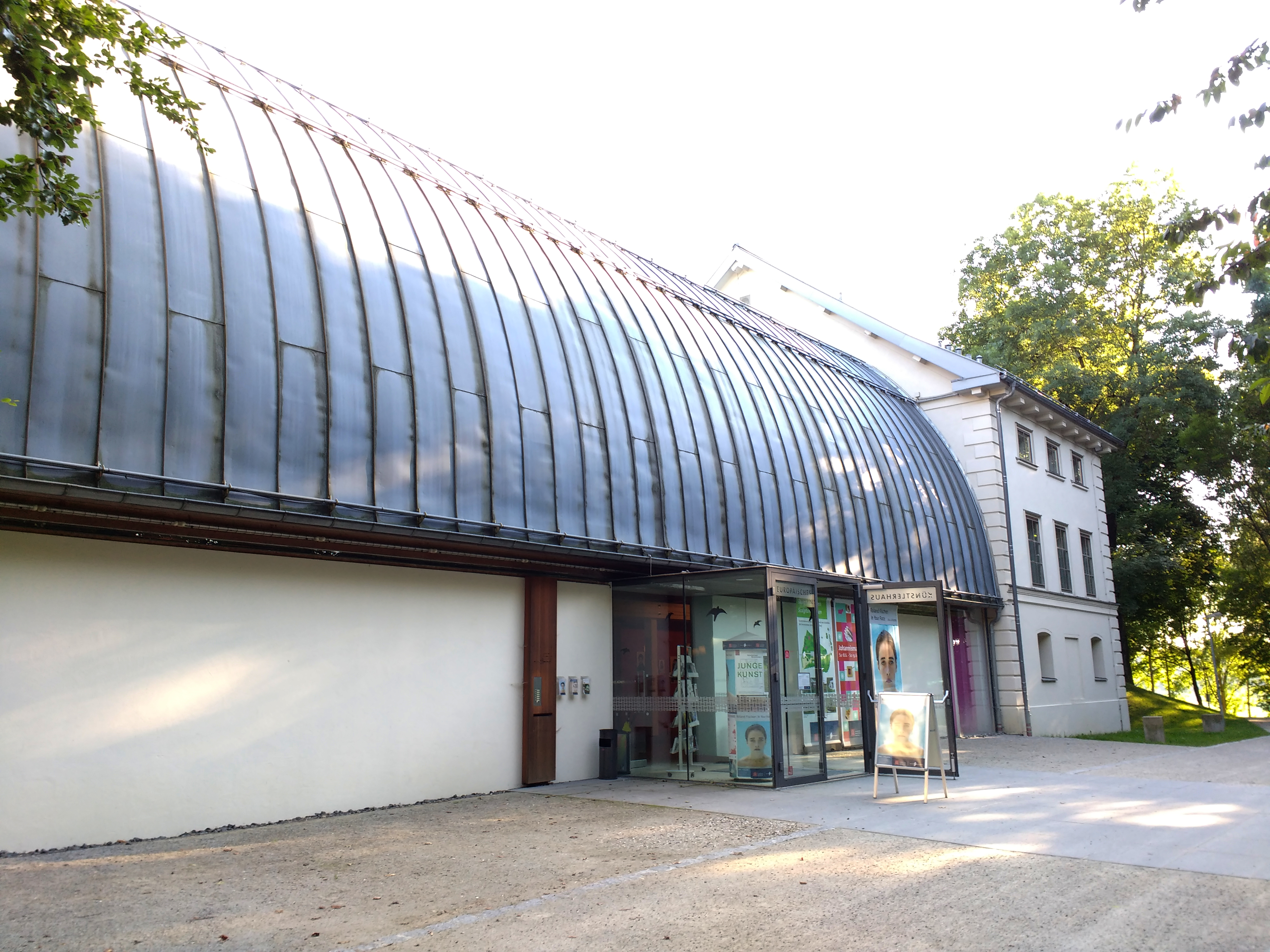
Detail rekonstruované střechy
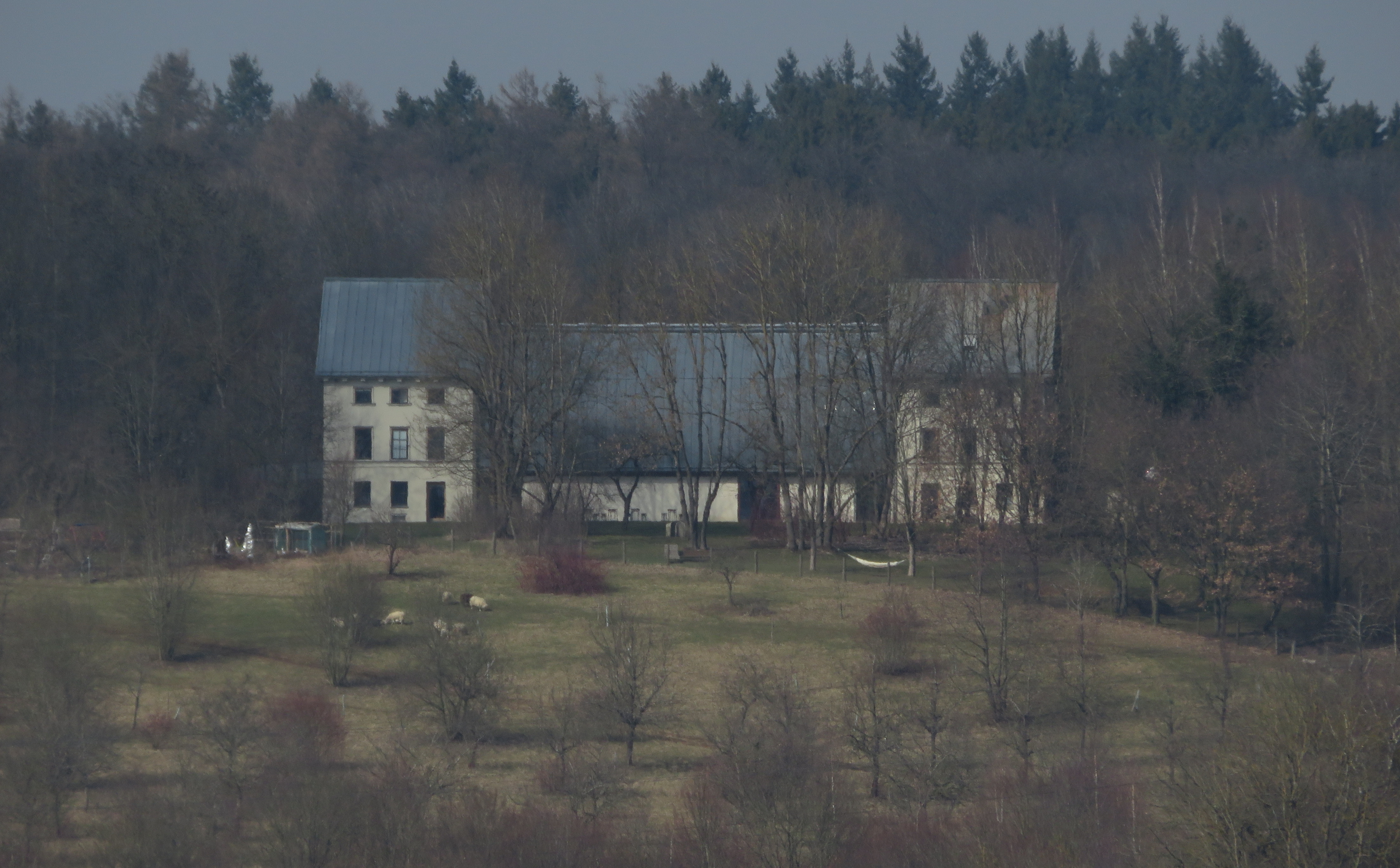
Celkový pohled na budovu z dálky
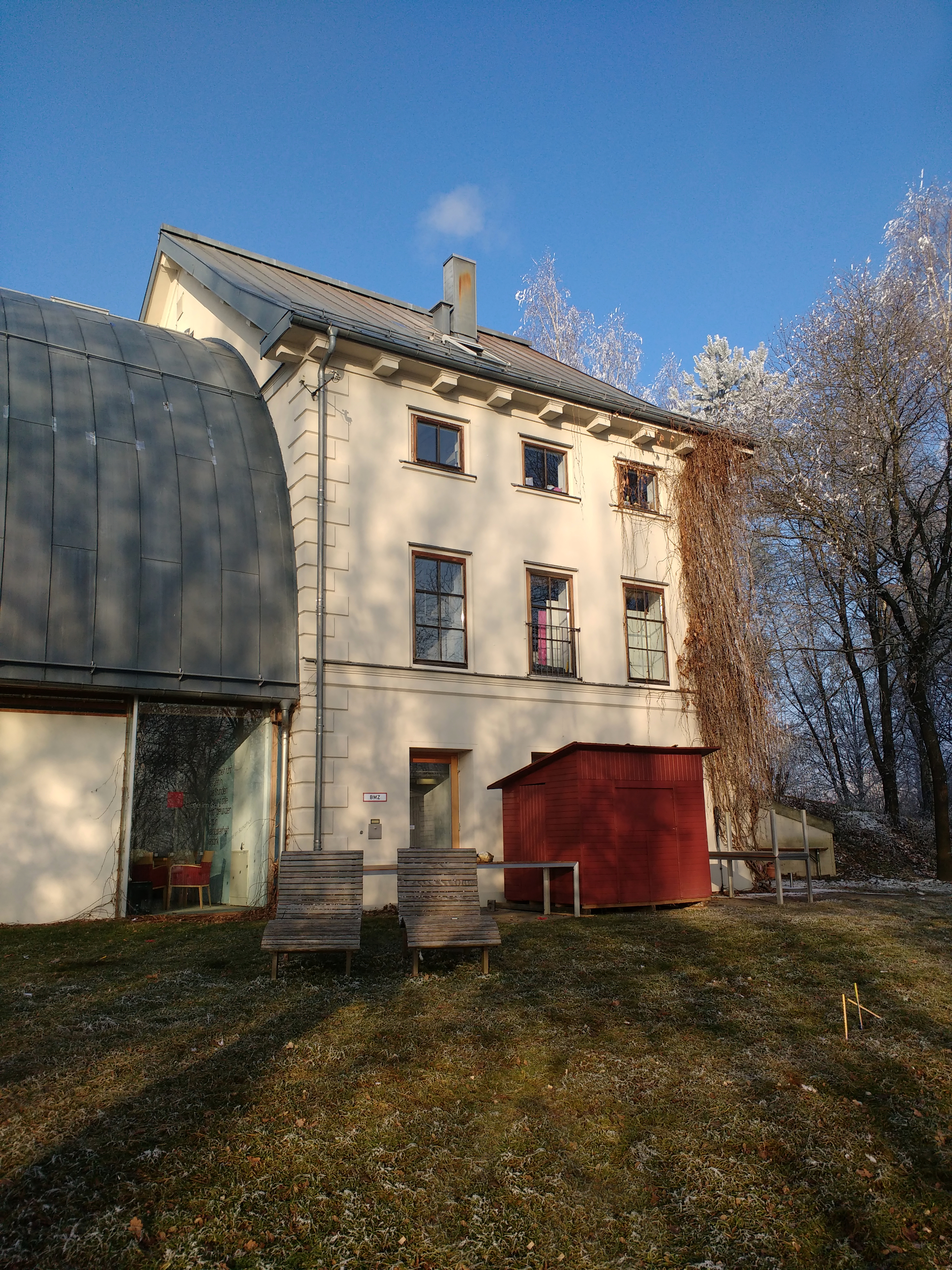
Pohled z boku